# Charaxes rex
Charaxes rex är en fjärilsart som beskrevs av Henning 1978. Charaxes rex ingår i släktet Charaxes och familjen praktfjärilar. Inga underarter finns listade i Catalogue of Life.